# Landesregierung und Stadtsenat Reumann
Jakob Reumann amtierte nach der Gemeinderatswahl 1919 zunächst bis Juni 1920 als Bürgermeister der Stadt Wien an der Spitze eines Stadtrates nach dem Gemeindestatut von 1900, zwischen Juni und November 1920 an der Spitze eines Stadtsenats nach dem geänderten Gemeindestatut und ab November 1920 bis zum Ende der Legislaturperiode 1923 als Bürgermeister und Landeshauptmann an der Spitze von Stadtsenat und Landesregierung  nach der neuen Bundesverfassung und der Wiener Stadtverfassung.

## Stadtrat 1919 / 1920
Ein Stadtrat (30 Mandatare inklusive Bürgermeister Jakob Reumann) nach dem Wiener Gemeindestatut von 1900 in der geltenden Fassung amtierte als Nachfolger des Stadtrates Weiskirchner von der Gemeinderatswahl Mai 1919, der ersten voll demokratischen Wiens, bis zum 30. Mai 1920.

## Wien erhält 1920 einen Stadtsenat
Am 1. Juni 1920 trat eine landesgesetzliche Änderung des Gemeindestatuts in Kraft, mit der ein Stadtsenat und amtsführende Stadträte geschaffen wurden, wie sie bis heute bestehen (siehe: Wiener Stadtsenat und Wiener Landesregierung). Die Zahl der Vizebürgermeister war nun von drei auf zwei reduziert.

## Wien wird 1920 Bundesland
Am 10. November 1920 trat das Bundes-Verfassungsgesetz in Kraft, das in seinen Artikeln 108–114 Wien in allen Angelegenheiten, die nicht im Einvernehmen mit Niederösterreich ohne Wien als gemeinsame definiert werden würden, die Stellung eines selbstständigen Bundeslandes einräumte. In diesen Angelegenheiten fungiere der Bürgermeister auch als Landeshauptmann, der Stadtsenat auch als Landesregierung und der Gemeinderat auch als Landtag.
Auf dieser Basis beschloss der Gemeinderat am gleichen Tag, zum ersten Mal als Landtag fungierend, die Verfassung der Bundeshauptstadt Wien, die auch die Wahrnehmung der Landeskompetenzen im Detail regelt. Diese Stadtverfassung trat am 18. November 1920 in Kraft; sie ersetzte das bisherige Gemeindestatut, übernahm aber die im Frühjahr 1920 eingeführten Reformen. Gemeinsam mit Niederösterreich ohne Wien verblieb bis Ende 1921 nur mehr die Aufteilung des bisherigen Landesvermögens auf die beiden neu konfigurierten Bundesländer (Trennungsgesetz vom 29. Dezember 1921).
Vom 10. November 1920 an amtierte der zwölfköpfige Stadtsenat unter Bürgermeister Reumann somit auch als Wiener Landesregierung bis 1923.

## Mitglieder des Stadtrates 1919–1920
- CSP = Christlichsoziale Partei
- PSDC (oder PSDT) = Tschechische Sozialdemokratische Partei
- SDP = Sozialdemokratische Arbeiter-Partei

Neben Bürgermeister Jakob Reumann und den Vizebürgermeistern Georg Emmerling, Franz Hoß und Max Winter bestand der Stadtrat 1919/20 aus folgenden Mitgliedern:
| Name              | Partei |
| ----------------- | ------ |
| Breitner Hugo     | SDP    |
| David Anton       | SDP    |
| Grün Heinrich     | SDP    |
| Hackl Michael     | SDP    |
| Hellmann Josef    | SDP    |
| Iser Hans         | SDP    |
| Kokrda Quirin     | SDP    |
| Linder Julius     | SDP    |
| Müller Rudolf     | SDP    |
| Richter Karl      | SDP    |
| Scheu Gustav      | SDP    |
| Schorsch Johann   | SDP    |
| Seidel Amalie     | SDP    |
| Siegel Franz      | SDP    |
| Speiser Paul      | SDP    |
| Täubler Alexander | SDP    |
| Weigl Karl        | SDP    |
| Winter Fritz      | SDP    |
| Biber Ludwig      | CSP    |
| Breuer Johann     | CSP    |
| Haider Franz      | CSP    |
| Kienböck Viktor   | CSP    |
| Körber Johann     | CSP    |
| Müller Josef      | CSP    |
| Rummelhardt Karl  | CSP    |
| Schmid Heinrich   | CSP    |
| Seitz-Motzko Alma | CSP    |
| Vaugoin Carl      | CSP    |
| Sirotek Bohumil   | PSDC   |

## Mitglieder von Stadtsenat und Landesregierung 1920–1923
Stadtsenat ab 1. Juni 1920, Landesregierung ab 10. November 1920:
| Amt                                                                     | Name                                                                | Partei | Ressorts                                                                             |
| ----------------------------------------------------------------------- | ------------------------------------------------------------------- | ------ | ------------------------------------------------------------------------------------ |
| Bürgermeister und Landeshauptmann                                       | Jakob Reumann                                                       | SDP    |                                                                                      |
| Vizebürgermeister Landeshauptmann-Stellvertreter Amtsführender Stadtrat | Georg Emmerling                                                     | SDP    | Städtische Unternehmungen (Verwaltungsgruppe VIII)                                   |
| Vizebürgermeister Landeshauptmann-Stellvertreter Amtsführender Stadtrat | Franz Hoß                                                           | CSP    | ohne Ressort                                                                         |
| Amtsführender Stadtrat                                                  | Hugo Breitner                                                       | SDP    | Finanzwesen (Verwaltungsgruppe II)                                                   |
| Amtsführender Stadtrat                                                  | Quirin Kokrda                                                       | SDP    | Ernährungs- und Wirtschaftsangelegenheiten (Verwaltungsgruppe VI)                    |
| Amtsführender Stadtrat                                                  | Karl Richter                                                        | SDP    | Allgemeine Verwaltungsangelegenheiten (Verwaltungsgruppe VII)                        |
| Amtsführender Stadtrat                                                  | Franz Siegel                                                        | SDP    | Technische Angelegenheiten (Verwaltungsgruppe V)                                     |
| Amtsführender Stadtrat                                                  | Paul Speiser                                                        | SDP    | Personalangelegenheiten und Verwaltungsreform (Verwaltungsgruppe I)                  |
| Amtsführender Stadtrat                                                  | Julius Tandler                                                      | SDP    | Wohlfahrtseinrichtungen, Jugendfürsorge und Gesundheitswesen (Verwaltungsgruppe III) |
| Amtsführender Stadtrat                                                  | Julius Grünwald bis 12. Jänner 1922, Anton Weber ab 13. Jänner 1922 | SDP    | Sozialpolitik und Wohnungswesen (Verwaltungsgruppe IV)                               |
| Stadtrat                                                                | Viktor Kienböck                                                     | CSP    | ohne Ressort                                                                         |
| Stadträtin                                                              | Alma Motzko                                                         | CSP    | ohne Ressort                                                                         |
| Stadtrat                                                                | Karl Rummelhardt                                                    | CSP    | ohne Ressort                                                                         |